# 상 (정위)
상(常, ? ~ ?)은 전한 중기의 관료이다. ‘상’은 이름자로, 성씨는 알 수 없다.

## 행적
정화 원년(기원전 92년), 정위에 임명되었다.

## 출전
- 반고, 《한서》권19하 백관공경표 下

| 전임 곽거 | 전한의 정위 기원전 92년 ~ 기원전 91년? | 후임 신 |